# 世界电子竞技大赛2007
世界电子竞技大赛 2007于美国的西雅图举行，是继2004年在旧金山之后第二次在美国本土举行的WCG赛事。赛事举办时间从2007年10月3日至7日共五天，有超过70个国家和地区700名参赛选手参与比赛。 

## 正式比赛项目
魔兽争霸III：冰封王座 (1v1)－（PC）
反恐精英 1.6 (5v5)－（PC）
星际争霸：母巢之战 (1v1)－（PC）
FIFA 07 (1v1)－（PC）
Carom3D (1v1)－（PC）
极品飞车：生死卡本谷 (1v1)－（PC）
命令与征服3：泰伯利亚之战 (1v1)－（PC）
帝国时代III (1v1)－（PC）
托尼霍克滑板八强争霸 (1v1)－（Xbox 360）
战争机器 (4v4)－（Xbox 360）
死或生4 (1v1)－（Xbox 360）
世界街头赛车3 (1v1)－（Xbox 360）

## 赛事奖牌
| 2007                 | Gold     | Silver | Bronze   | 第四名   |
| 帝国时代III          | 大韩民国 | 美国   | 德国     | 哥伦比亚 |
|                      | 巴西     | 義大利 | 巴西     | 波兰     |
| 命令与征服3          | 英国     | 德国   | 德国     | 瑞士     |
| 反恐精英             | 法國     | 丹麦   | 乌克兰   | 美国     |
|                      | 德国     | 西班牙 | 保加利亚 | 奥地利   |
| 极品飞车             | 巴西     | 荷兰   | 俄罗斯   | 波兰     |
| 星际争霸             | 大韩民国 | 中国   | 德国     | 乌克兰   |
| 魔兽争霸III          | 挪威     | 中国   | 大韩民国 | 俄罗斯   |
| 死或生4              | 美国     | 瑞典   | 美国     | 大韩民国 |
| 战争机器             | 美国     | 荷兰   | 英国     | 澳大利亚 |
| 世界街头赛车3        | 荷兰     | 美国   | 中華民國 | 瑞士     |
| 托尼霍克滑板八强争霸 | 美国     | 英国   | 奥地利   | 捷克     |